# Czarnostów-Polesie
Czarnostów-Polesie – wieś sołecka  w Polsce położona w województwie mazowieckim, w powiecie makowskim, w gminie Karniewo.
W latach 1975–1998 miejscowość administracyjnie należała do województwa ciechanowskiego.